# If Tomorrow Comes (película)
If Tomorrow Comes es una película estadounidense de drama y suspenso de 2000, dirigida por Gerrit Steenhagen, que a su vez la escribió, a cargo de la fotografía estuvo Christopher Butler y el elenco está compuesto por James Franco, Davino Buzzotta, James Madio y Brian Thompson, entre otros. Este largometraje fue realizado por Fatty Productions.

## Sinopsis
Trata acerca de un joven que está peleando para librarse de los tormentos del pasado, esto lo lleva a comprometer a su mejor amigo en una batalla por sobrevivir.